# Markus Penz
Markus Penz (* 6. Juni 1975 in Innsbruck) ist ein österreichischer Skeletonfahrer.
Markus Penz begann 1995 mit dem Skeleton, seit 2002 gehört er dem österreichischen Nationalteam an. Er wird von Christian Steger, Manfred Maier und Fran Aue trainiert. Im Januar 2000 debütierte Penz als 46. in Lillehammer im Skeleton-Weltcup. Im November 2000 startete er im neu eingerichteten Skeleton-Europacup und erreichte in seinem ersten Rennen schon einen zweiten Platz in Igls und im folgenden Rennen in Altenberg. Die Gesamtwertung beendete er als erster Gewinner des Gesamteuropacups. Ein Jahr später belegte er hinter Andy Böhme den zweiten Rang.
Im November 2003 belegte Penz in Calgary als Zehnter erstmals einen Platz unter den besten Zehn bei einem Weltcuprennen. 2004 wurde er  hinter Martin Rettl österreichischer Vizemeister und Sechster bei den Weltmeisterschaften in Königssee. Im Dezember des Jahres fuhr er als Dritter in Igls erstmals aufs Podest bei einem Weltcuprennen. Im folgenden Jahr wurde er erneut österreichischer Vizemeister und WM-Sechster in Calgary. 2006 wurde Penz erstmals österreichischer Meister und wurde Dritter bei den Europameisterschaften in St. Moritz. Bei den Olympischen Spielen 2006 in Turin belegte er den 16. Platz. Sehr erfolgreich verlief die Saison 2006/07. Penz wurde in Königssee hinter Alexander Tretjakow Vizeeuropameister und Vierter der Weltmeisterschaften in St. Moritz. Im Gesamtweltcup wurde er ebenfalls Vierter.